# Pfarrkirche Dobersdorf

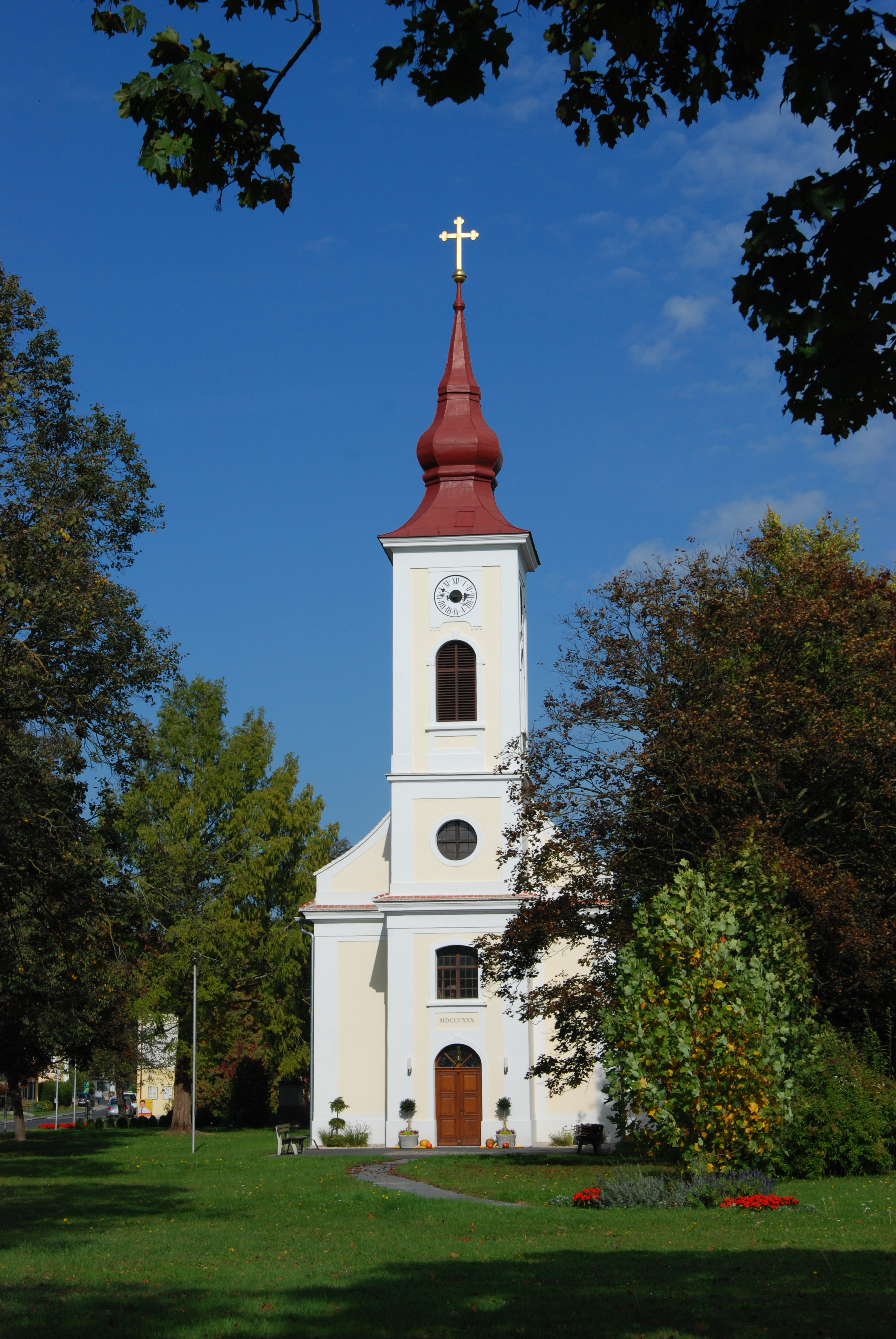
Kirche in Dobersdorf

Die römisch-katholische Pfarrkirche Dobersdorf in der Mitte von Dobersdorf in der Gemeinde Rudersdorf (Burgenland) (ungarisch: Radafalva) im Bezirk Jennersdorf im Burgenland ist dem Fest Mariae Heimsuchung geweiht und gehört zum Dekanat Jennersdorf.

## Geschichte
Die ursprüngliche Filialkirche der Pfarre Königsdorf wurde 1949 zur eigenständigen Pfarre erhoben. Bereits 1771 wurde eine kleine Kapelle errichtet. Die heutige Kirche wurde laut der Inschrift über dem Portal 1830 errichtet. Sie wurde in den Jahren 1954, 1977 (Außenrenovierung) und in den 1990er-Jahren renoviert. Die letzte Renovierung wurde 2008 mit der Neugestaltung des Altarraumes fertiggestellt.

## Architektur und Ausstattung

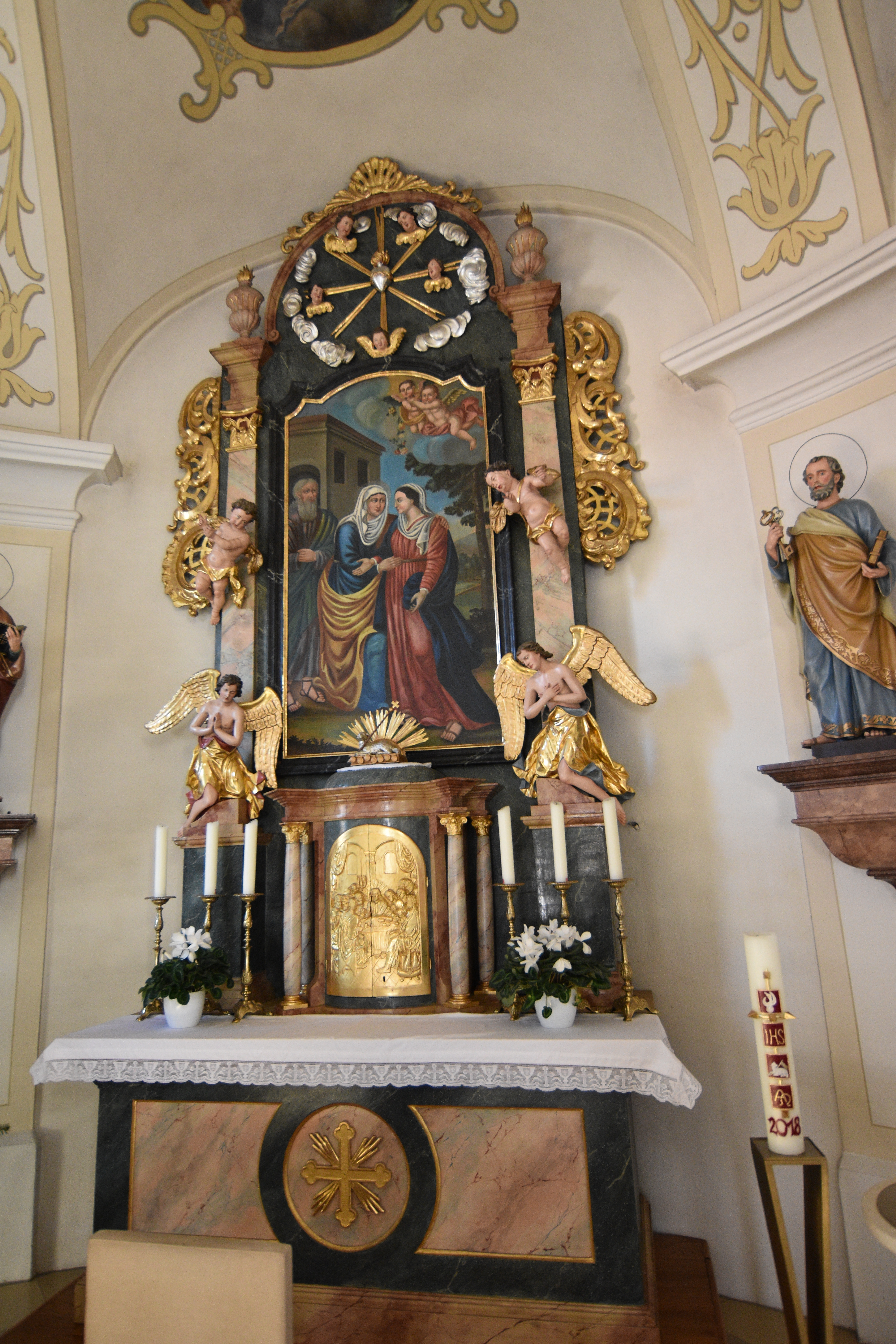
Der Altar

Die Kirche ist ein einschiffiger Bau mit einer gleich breiten und halbrunden Apsis. Der vorgestellte Südturm ist dreigeschoßig und hat einen gestreckten Zwiebelhelm. 
Das Langhaus ist zweijochig mit quadratischem Platzlgewölbe, das zwischen doppelten Gurtbögen auf Pilastern lagert. 
Die dreiachsige Empore ist unten mit Platzlgewölbe verziert und hat eine geschweifte Brüstung.
Über der Apsis befindet sich ein Kappengewölbe.
Der Mariae Heimsuchung geweihte Hochaltar sowie der dem hl. Donatus geweihte Seitenaltar wurde im zweiten Viertel des 19. Jahrhunderts im Stil des „verspäteten Barocks“ erbaut. 
Die Kanzel aus dem 3. Viertel des 18. Jahrhunderts ist barock. Am Korb befindet sich ein Relief der Geburt Christi. Auf dem Schalldeckel zeigt eine Figurengruppe Maria mit dem Jesuskind sowie die Heiligen drei Könige. 
Die 14 Kreuzwegstationen sind Ölbilder von A. Schweitzer aus dem Jahr 1862.
Die Orgel aus 1916 wurde von Gebrüder Rieger aus Jägerndorf mit 9 Registern errichtet.